# Turbonegro
Turbonegro (i Norge:Turboneger) är ett norskt rockband som bildades 1988. Bandet är känt för sin homoestetiska image och spelar enligt egen utsago deathpunk. Deras fans kallar sig själva för Turbojugend och består av olika klubbar utspridda över hela världen, men framför allt i Tyskland, Norge och Sverige. För tillfället finns det närmare 6 000 jugends.

## Historia
Bandet grundades på Nesodden utanför Oslo runt jul 1988, under namnet Turboneger, och de hade sin första spelning i april 1989 på Ungdomshuset i Köpenhamn. De spelade ett slags queer variant av noise rock och har av recensenter jämförts med band som Halo of Flies och (tidiga) Mudhoney.
De började tidigt att arbeta på material till två singlar som gavs ut i snabb takt, Route Zero (1989) och Turboloid (1990), båda skivorna gavs ut på Thomas Seltzers eget skivbolag Straitjacket Records. Route Zero lanserades även i USA via bolaget Sympathy for the Record Industry och kort därefter åkte bandet på en USA-turné. Turnén började med att Rune Grønn fick stryk utanför hotellet och slutade med att bandet splittrades när de kom tillbaka till Norge. 
Det dröjde dock inte länge innan bandet återuppstod, nu med Harold Fossberg på sång och Ole Martinsen (tidigt ersatt med Bengt Calmeyer) på bas. Harold var sen tidigare välkänd i punkscenen och på deras första skiva, Vaya Con Satan (1992), märks det att bandets musik hade förändrats från noise rock och nu tagit formen av deathpunk. 
Deathpunk är en av Turbonegro påhittad genre som bygger på mörk punkrock med inslag av både hardcore och metal med genomgående sarkastiska och stötande texter. 
Den nya stilen gick hem och snart kom deras första album, Hot Cars and Spent Contraceptives (1992), som gavs ut av det norska skivbolaget Big Ball Records. Skivan följdes av en Europaturné som snöpligt slutade i Tyskland med att de helt enkelt inte hittade några ställen att spela på och hade slut på pengar. 
| ”                             | Radio Birdman meets Venom in an institution for sexually abused retards. | „ |
| – Lars Allman, Sveriges Radio |                                                                          |   |

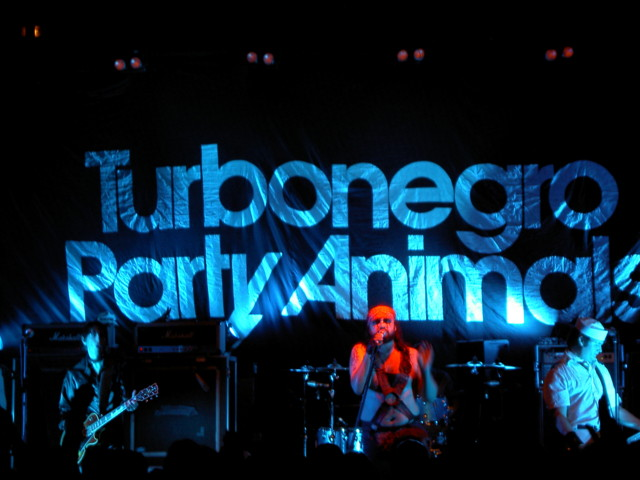
Turbonegro live i England.

I början av 1993 var Harold Fossberg tvungen att sluta på grund av sjukdom, han spelade en sista spelning i mars på Sentrum Scene i Oslo, och efter det tog Hans-Erik Dyvik Husby hans plats som sångare. I samband med bytet av sångare kände medlemmarna i bandet att det var dags för ett namnbyte, så de bytte från Turboneger (De använde även Turbonegro och TRBNGR) till STIERKAMPF. 
Det nya namnet fungerade dock inte så bra utan bandet blev anklagat för att vara nazister, och inför deras singel (Hes a) Grunge Whore (1993) och deras andra album Never Is Forever (1994) gick de tillbaka till att heta Turbonegro. 
Eftersom de hade en egen genre var det dags för bandet att skaffa en egen stil. Vintern 1994–1995 körde de med de vad kallar "the Al Jolson schtick", där de uppträdde i afroperuker och svartmålade ansikten. Denna stil varade dock inte så länge, i maj 1995 klev de upp på en scen i Oslo istället helt klädda i denim och alla iförda mustasch. 
| ”           | We feel that denim out-rocks leather at all levels. Leather is for empty, little people. Denim is for us big guys! | „ |
| – Happy-Tom | |   |

Under hösten 1995 bestämde sig Pål Bottger Kjærnes och Bengt Calmeyer för att lämna bandet, men först efter det att de spelat in sitt tredje album, Ass Cobra (1995), för det tyska bolaget Boomba Records. Tanken var att bandet skulle läggas på is ett tag, men de körde ganska snart igång igen, nu med Thomas Seltzter på bas och de två nytillskotten Anders Gerner på trummor och Knut Schreiner på gitarr. 
| ”                                | The Turbos lately stopped here on their way to Bremen, Germany and left a tape that totally blew me away. In an era of emocore and sensitive shitpunk, Turbonegro display a unique refreshing explosion of ugliness in league with a twisted sense of humour. | „ |
| – Anthony Martin, Boomba Records | |   |

Ass Cobra blev en stor succé, det tillsammans med deras nya stil gjorde att de till skillnad från förut inte hade några problem att få spelningar till deras turnéer. Efter ungefär ett halvårs frånvaro från bandet började Pål Bottger Kjærnes tröttna på att sälja pizzor på Pamparius Pizzeria och ville in i bandet igen. 
Problemet var att han inte kunde ersätta virtuosen Knut Schreiner på gitarr, så istället fick han spela klaviatur, tamburin och dansa, vilket passade honom bra.
I början av 1997 gjorde de ännu ett medlemsbyte, Christer Engen tog plats vid trummorna, och gav sig ut på vägarna igen. De följande två åren gjorde de flera hyllade turnéer, men höjdpunkten i deras karriär under den tiden måste nog vara när de släppte sitt fjärde album, Apocalypse Dudes (1998, Boomba Records). 
| ”              | The new Turbonegro record is possibly the most important European record ever! | „ |
| – Jello Biafra |                                                                                |   |

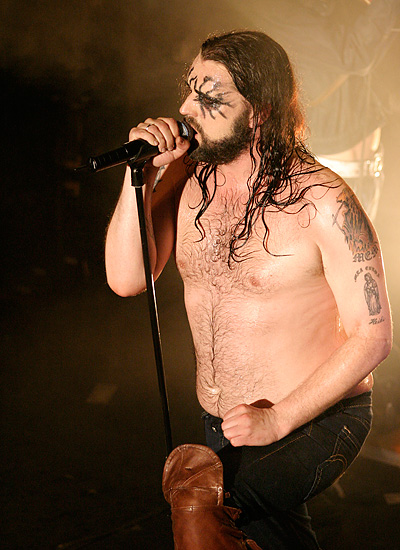
Hans Erik "Hank Von Helvete" Dyvik Husby.

Med den nya skivan kom även ett nytt sätt att spela, de hade utvecklats från sin tidigare mörka deathpunk till något mycket mer inspirerat av 70-talets glamrock, mycket tack vare den nya gitarristen Knut Schreiner. Inte bara deras musik utan även deras stil förändrades, från det att alla hade denim utvecklade de alla sin egen stil, alla lika extrema på sitt sätt och alla med en överdriven sminkning i grunden. Den mest kända sminkningen är förmodligen Hans-Erik Dyvik Husbys ’Alice Cooper’-sminkning runt ögonen. 
Turbonegro hade en framgångsrik period när Hans-Erik Dyvik Husby fick så stora problem med sitt heroinberoende att bandet tvingades ställa in spelningar för att han inte kunde uppträda. Det slutgiltiga slaget kom när bandet fick ställa in en spelning för att akut frakta Dyvik Husby till en psykiatrisk klinik. De spelade en sista gång, i Oslo den 18 december, och splittrade sedan bandet. 
| ”           | Turbonegro broke up in the waiting room of a psychiatric emergency ward in Milan, Italy. This was my first time ever in Milan, or Italy, for that matter, and I wanted to go shopping for some fancy-ass motherfucking clothes, because I like spending my money, plus I wanted to fix my hair, because it was starting to look fucked up, and all I got to see of the city was through the window of an motherfucking ambulance. | „ |
| – Happy-Tom | |   |

Turbonegro fanns inte längre, men trots det blev deras fans fler och fler. År 1999 köpte tyska bolaget Bitzcore rättigheterna till alla deras skivor och började ge ut skivorna på nytt, utan att på något sätt se ett slut på intresset för Turbonegro. Ett tecken på att bandet gillades av alla, både de vanliga fansen och andra artister, är tributeskivan Alpha Motherfuckers (2001) där en mängd band, vissa så kända som Maryslim, Queens of the Stone Age, Nashville Pussy, Therapy?, HIM och Blümchen, spelade in egna versioner av Turbonegros låtar. 
Även deras officiella fanclub, Turbojugend, fortsatte att växa, från att vara ett par hängiva personer i Oslo till ett världsomspännande nätverk. 
| ”            | The most insane fans in Rock. | „ |
| – Q Magazine |                               |   |

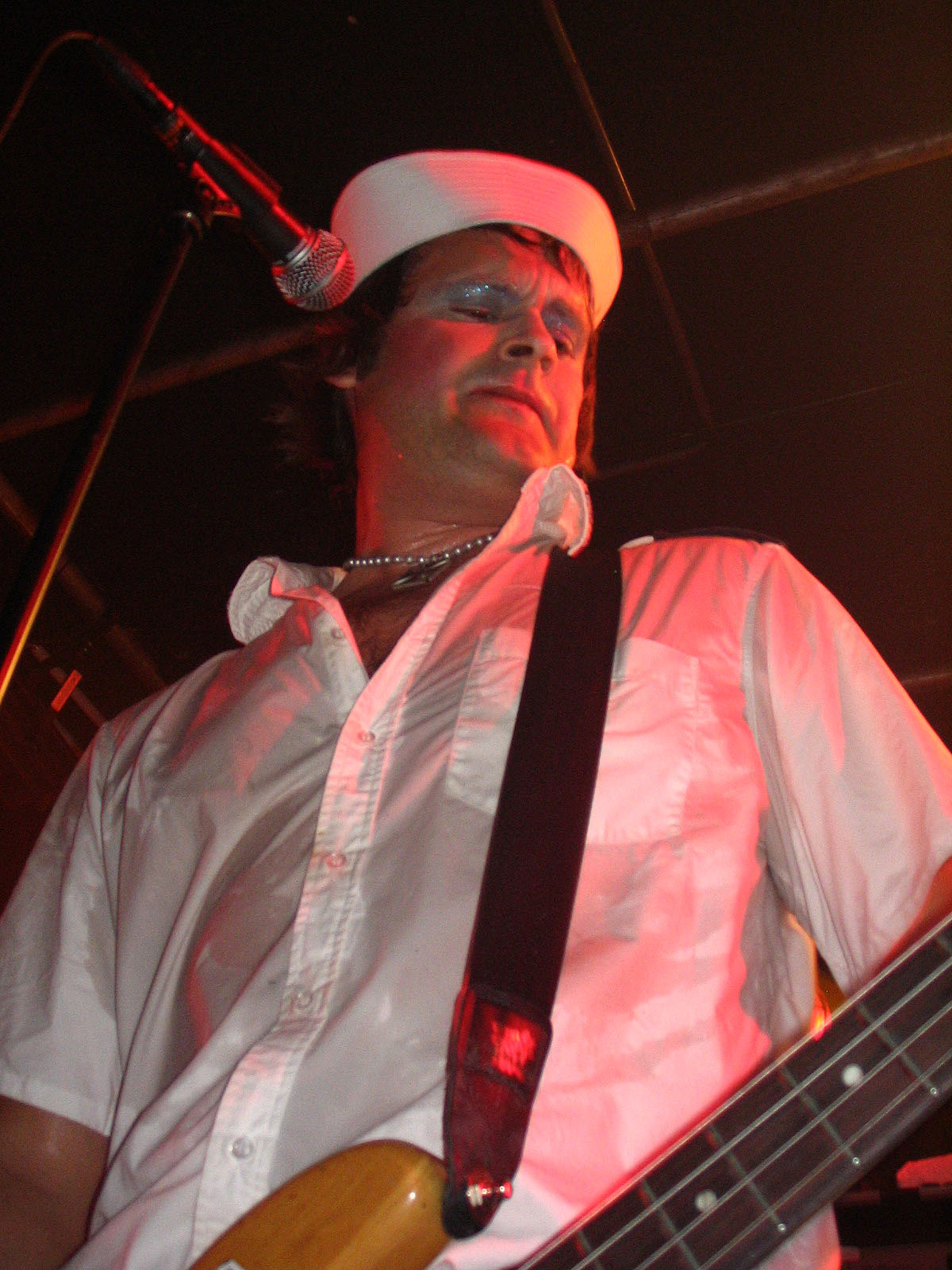
Thomas "Happy-Tom" Seltzer.

Hans-Erik Dyvik Husby hade under tiden jobbat hårt med att bli av med sitt drogberoende, och resten av bandet hade fortsatt spela i olika band. Så när arrangörerna för norska Quart Festival (2002) gav dem ett väldigt generöst erbjudande för att ställa upp såg de chansen att göra ett nytt försök.
| ”           | They offered us too much money, we couldn't say no. JUST SAY YES. | „ |
| – Happy-Tom |                                                                   |   |

Spelningen gick så bra att de bestämde sig för att fortsätta och gav sig nästan genast ut på en turné döpt till Res-Erection tour. Turnén blev en succé och snart gick bandet ut med att de skrivit på ett avtal för två skivor med svenska Burning Heart Records. 
| ”           | The decision for Burning Heart was already made very early in the process. Unlike the major companies they agreed with everything that was important for us. They have the money but a soul too - a wonderful combination. | „ |
| – Happy-Tom | |   |

### Namnet Turbonegro
Det provokativa namnet är endast menat att vara uppseendeväckande och symboliserar inget ställningstagande vare sig för eller emot svarta människor. Enligt vissa uppgifter skall "Turboneger" ha varit ett ord som var klottrat på en vägg i en film på en tunnelbanestation i Oslo, och som en av de ursprungliga bandmedlemmarna hade sett, och tyckte var roligt. Under de första åren förkortades namnet ofta TRBNGR. Thomas Seltzer, som tillsammans med Rune Grønn är de enda i nuvarande Turbonegro som var med från början, har gett följande förklaring till namnet: 
| ” | A Turbonegro is a large, well equipped, armed black male, in a fast car, out for VENGEANCE. We are his prophets. | „ |

## Medlemmar

### Nuvarande medlemmar
- Thomas Seltzer ("Happy-Tom") – basgitarr (tidigare slagverk) (1989– )
- Rune Grønn ("Rune Rebellion" / "Rune Protrude" / "Brune") – gitarr (1989–2007, 2011– )
- Knut Schreiner ("Euroboy") – gitarr (1996– )
- Tony Madsen-Sylvester ("Ceasar Proud" / "Duke of Nothing") – sång (2011– )
- Tommy Akerholdt ("Tommy Manboy") – trummor (2011– )
- Haakon-Marius Pettersen ("Crown Prince Haakon-Marius") – keyboard (2015– )

### Tidigare medlemmar
- Pål Erik Carlin – sång (1989–1990)
- Vegard Heskestad – gitarr (1989–1990)
- Tor Kristien ("TK") – trummor (1989)
- Carlos Carrasco – trummor (1989–1990)
- Pål Bøttger Kjærnes ("Pål Pot Pamparius") – gitarr, keyboard, dans (1989–2012)
- Harald Fossberg ("Harry") – sång (1990–1993)
- Ole Martinsen – basgitarr (1990–1991)
- Bengt Calmeyer ("Bingo") – basgitarr (1991–1996)
- Hans-Erik Dyvik Husby ("Hank Von Helvete" / "Hertis") – sång (1993–2011)
- Anders Gerner – trummor (1996)
- Christer Engen ("Chris Summers" / "Prince of Drummers") – trummor (1997-2008)
- Thomas Dahl ("Caddy") – trummor (2008–2010)

## Diskografi

### Studioalbum
- Hot Cars and Spent Contraceptives (1992)
- Helta Skelta (Hot Cars and Spent Contraceptives utgiven i Tyskland) (1993)
- Never is Forever (1994)
- Ass Cobra (1996)
- Apocalypse Dudes (1998)
- Scandinavian Leather (2003)
- Party Animals (2005)
- Retox (2007)
- Sexual Harassment (2012)
- RockNRoll Machine (2018)

### Livealbum
- Darkness Forever! (1999)

### Samlingar
- Love It to Deathpunk – The Life & Times of Turbonegro (Australiensisk samlingsskiva), (2001)
- Small Feces (skivbox med rariteter), (2005)

### Splitvinyl
- Stinky Fingers 10" Vinyl (1995) – split EP med Flying Crap
- Flabby Sagging Flesh 7" Vinyl (1995) – Turbonegro / Anal Babes Split

### EP
- Turboloid 12" Vinyl EP (1990)
- (He's a) Grunge Whore 10" Vinyl EP (1993)
- Hot For Nietzsche / Special Education Kassett (2016)

### Singlar
- "Computech" Kassettband (1989)
- "Computech + Route Zero" Kassettband & 7" Vinyl (1989)
- "Route Zero" 7" Vinyl (1989)
- "Vaya Con Satan" 7" Vinyl  (1991)
- "Denim Demon" 7" Vinyl (1995)
- "Bad Mongo" 7" Vinyl (1995)
- "I Got Erection" 7" Vinyl (1995)
- "Prince Of The Rodeo" 7" Vinyl (1996)
- "Suffragette City" 7" Vinyl (1997)
- "Get It On" 7" Vinyl (1998)
- "Fuck the World (F.T.W.)" 7" Vinyl & CD (2003)
- "Locked Down" 7" Vinyl & CD (2003)
- "Sell Your Body (To The Night)" 7" Vinyl & CD (2003)
- "High On The Crime" (2005)
- "City Of Satan" CD (2005)
- "Do You Do You Dig Destruction" Download endast samt vinyl.(2007)
- "Boys From Nowhere" EP (2007)
- "Destroy All Monsters" CD (2008)
- "You Give Me Worms" (2012)
- "Live From The House Of Vans" (2013)

## Böcker
- Give me Friction, Baby – En bok om Turbonegro och om Turbojugend. Publicerad den 1 april 2007.
- TRBNGR - Sagaen om denimfolket – Skriven av Håkon Moslet. Utförlig biografi som följt bandet från tidiga dagar. Handlar om fansen, folket, bandet och drogproblemen. 2007.

## Sidoprojekt
- The Vikings – Projekt från tidigt nittiotal med Knut Schreiner och Thomas Seltzer.
- Oslo Motherfuckers – Nedlagt projekt bestående av Knut Schreiner, Thomas Seltzer och Christer Engen.
- Euroboys – Ett band som Knut Schreiner (aka "Euroboy"), är medlem i.
- SCUM – Band som Thomas Seltzer är med i, bestående av medlemmar från Amen, Emperor, och Mindgrinder.
- Black Diamond Brigade – Ett kort samarbete mellan Knut "Euroboy" Schreiner, Billy Gould (Faith No More), Sigurd "Satyr" Wongraven (Satyricon), Torgny Amdam (Amulet) och Tarjei Strom (Ralph Myerz).
- My will is to change the namne to – The real name should be TurboJügend.

## Fotnoter
1. 1 2 3  Alarmprisen er historie, Stavanger Aftenblad (på norska), läs online.[källa från Wikidata]
2. ↑  Historien är att bandet krävde motsvarande ca 500 000 kr förpackade i svarta sopsäckar levererade till logen för att uppträda, men som alltid när det gäller Turbonegros berättelser om sig själv kan man aldrig vara säker på vad som är sant och inte.